# جام جهانی فوتبال ۱۹۷۸
جام جهانی فوتبال ۱۹۷۸، یازدهمین دوره جام جهانی فوتبال، در کشور آرژانتین برگزار شد. این بازی‌ها از ۱ آوریل تا ۲۵ ژوئن انجام گرفت. شانزده تیم در این بازی‌ها حضور داشتند و در نهایت تیم ملی فوتبال آرژانتین میزبان با پیروزی برابر هلند به قهرمانی رسید. (نخستین قهرمانی آرژانتین در جام جهانی)
بازی‌ها در ۴ گروه برگزار شد و دو تیم اول هر گروه به مرحله دوم می‌رفتند.
در مرحله دوم در دو گروه مسابقه می‌دادند. تیم‌های اول به فینال و تیم‌های دوم به رده‌بندی می‌رفتند. بازی فینال را تیم آرژانتین و هلند و رده‌بندی را ایتالیا و برزیل برگزار کردند.

## وضعیت تیم‌ها در دور مقدماتی

### اروپا
در مسابقات مقدماتی در قاره اروپا تیم انگلستان که با ایتالیا هم‌گروه شده بود، به علت تفاضل گل کمتر از صعود به جام جهانی بازماند. چکسلواکی قهرمان اروپا در سال ۱۹۷۶ با شکست در برابر ولز و اسکاتلند موفق به صعود نشد تا از گروه هفتم اروپا، اسکاتلند به جام جهانی راه یابد. مجارستان پس از سرگروهی در گروه نهم اروپا برای صعود به دیدار تیم بولیوی (تیم سوم آمریکای جنوبی) رفت و با پیروزی ۹ بر ۲ در مجموع دو دیدار رفت و برگشت به جام جهانی صعود کرد.

### آمریکا
از آمریکای جنوبی برزیل و پرو به جام جهانی صعود نمودند. نکته جالب توجه در شکست اروگوئه در برابر بولیوی و عدم صعود این تیم به جام جهانی بود. در منطقه آمریکای شمالی و مرکزی (کونکاکاف) تیم مکزیک موفق به راه‌یابی به دور پایانی گردید.

### آفریقا
در قاره آفریقا پس از انجام ۴ مرحله، تیم تونس بالاتر از نیجریه و مصر جواز حضور در دور نهایی جام جهانی را به دست آورد.

### آسیا و نخستین صعود ایران به جام جهانی
مسابقات مقدماتی در قاره آسیا که همراه بود با حضور استرالیا به عنوان نماینده اقیانوسیه، پس از برگزاری مرحله اول مقدماتی تیم‌های هنگ کنگ، کره جنوبی، ایران، کویت و استرالیا به عنوان سرگروه به مرحله دوم راه یافتند. در این مرحله رقابت‌ها به صورت دوره‌ای و رفت و برگشت انجام گرفت و در نهایت تیم ایران با کسب ۱۴ امتیاز از ۸ بازی (۶ پیروزی و ۲ تساوی) برای نخستین بار به جام جهانی صعود نمود.

## قرعه‌کشی
| گلدان ۱                                                                                 | گلدان ۲                        | گلدان ۳                                  | گلدان ۴                         |
| --------------------------------------------------------------------------------------- | ------------------------------ | ---------------------------------------- | ------------------------------- |
| - آرژانتین (میزبان) - آلمان غربی (مدافع عنوان قهرمانی) - هلند (نایب‌قهرمان ۱۹۷۴) - برزیل | - ایتالیا - سوئد - مکزیک - پرو | - مجارستان - لهستان - اسکاتلند - اسپانیا | - اتریش - فرانسه - ایران - تونس |

## ورزشگاه‌ها
| بوئنوس آیرسکوردوبامارادل پلاتاروزاریومندوزا · | بوئنوس آیرس                              | بوئنوس آیرس             | کوردوبا                    |
| --------------------------------------------- | ---------------------------------------- | ----------------------- | -------------------------- |
| بوئنوس آیرسکوردوبامارادل پلاتاروزاریومندوزا · | ورزشگاه مونومنتال آنتونیو وسپوکیو لیبرتی | ورزشگاه خوزه آمالفیتانی | ورزشگاه ماریو آلبرتو کمپس  |
| بوئنوس آیرسکوردوبامارادل پلاتاروزاریومندوزا · | ظرفیت: ۷۶٬۰۰۰                            | ظرفیت: ۴۹٬۵۴۰           | ظرفیت: ۴۶٬۰۸۳              |
| بوئنوس آیرسکوردوبامارادل پلاتاروزاریومندوزا · |                                          |                         |                            |
| بوئنوس آیرسکوردوبامارادل پلاتاروزاریومندوزا · | مارادل پلاتا                             | روزاریو                 | مندوزا                     |
| بوئنوس آیرسکوردوبامارادل پلاتاروزاریومندوزا · | ورزشگاه خوزه ماریا مینلا                 | ورزشگاه گیگانته آروییتو | ورزشگاه مالویناس آرژنتیناس |
| بوئنوس آیرسکوردوبامارادل پلاتاروزاریومندوزا · | ظرفیت: ۴۳٬۵۴۲                            | ظرفیت: ۴۱٬۶۵۴           | ظرفیت: ۳۴٬۸۷۵              |
| بوئنوس آیرسکوردوبامارادل پلاتاروزاریومندوزا · |                                          |                         |                            |

## مرحله اول

### گروه ۱
| تیم      | بازی | برد | مساوی | باخت | گل‌زده | گل‌خورده | تفاضل گل | امتیاز |
| -------- | ---- | --- | ----- | ---- | ----- | ------- | -------- | ------ |
| ایتالیا  | ۳    | ۳   | ۰     | ۰    | ۶     | ۲       | ۴+       | ۶      |
| آرژانتین | ۳    | ۲   | ۰     | ۱    | ۴     | ۳       | ۱+       | ۴      |
| فرانسه   | ۳    | ۱   | ۰     | ۲    | ۵     | ۵       | ۰        | ۲      |
| مجارستان | ۳    | ۰   | ۰     | ۳    | ۳     | ۸       | ۵-       | ۰      |

| ایتالیا | ۲ – ۱ | فرانسه |
| ------- | ----- | ------ |
|         | گزارش |        |

| آرژانتین | ۲ – ۱ | مجارستان |
| -------- | ----- | -------- |
|          | گزارش |          |

| ایتالیا | ۳ – ۱ | مجارستان |
| ------- | ----- | -------- |
|         | گزارش |          |

| آرژانتین | ۲ – ۱ | فرانسه |
| -------- | ----- | ------ |
|          | گزارش |        |

| فرانسه | ۳ – ۱ | مجارستان |
| ------ | ----- | -------- |
|        | گزارش |          |

| آرژانتین | ۰ – ۱ | ایتالیا |
| -------- | ----- | ------- |
|          | گزارش |         |

### گروه ۲
| تیم        | بازی | برد | مساوی | باخت | گل‌زده | گل‌خورده | تفاضل گل | امتیاز |
| ---------- | ---- | --- | ----- | ---- | ----- | ------- | -------- | ------ |
| لهستان     | ۳    | ۲   | ۱     | ۰    | ۴     | ۱       | ۳+       | ۵      |
| آلمان غربی | ۳    | ۱   | ۲     | ۰    | ۶     | ۰       | ۶+       | ۴      |
| تونس       | ۳    | ۱   | ۱     | ۱    | ۳     | ۲       | ۱+       | ۳      |
| مکزیک      | ۳    | ۰   | ۰     | ۳    | ۲     | ۱۲      | ۱۰-      | ۰      |

| آلمان غربی | ۰ – ۰ | لهستان |
| ---------- | ----- | ------ |
|            | گزارش |        |

| تونس | ۳ – ۱ | مکزیک |
| ---- | ----- | ----- |
|      | گزارش |       |

| آلمان غربی | ۶ – ۰ | مکزیک |
| ---------- | ----- | ----- |
|            | گزارش |       |

| لهستان | ۱ – ۰ | تونس |
| ------ | ----- | ---- |
|        | گزارش |      |

| آلمان غربی | ۰ – ۰ | تونس |
| ---------- | ----- | ---- |
|            | گزارش |      |

| لهستان | ۳ – ۱ | مکزیک |
| ------ | ----- | ----- |
|        | گزارش |       |

### گروه ۳
| تیم     | بازی | برد | مساوی | باخت | گل‌زده | گل‌خورده | تفاضل گل | امتیاز |
| ------- | ---- | --- | ----- | ---- | ----- | ------- | -------- | ------ |
| اتریش   | ۳    | ۲   | ۰     | ۱    | ۳     | ۲       | ۱+       | ۴      |
| برزیل   | ۳    | ۱   | ۲     | ۰    | ۲     | ۱       | ۱+       | ۴      |
| اسپانیا | ۳    | ۱   | ۱     | ۱    | ۲     | ۲       | ۰        | ۳      |
| سوئد    | ۳    | ۰   | ۱     | ۲    | ۱     | ۳       | ۲-       | ۱      |

| اتریش | ۲ – ۱ | اسپانیا |
| ----- | ----- | ------- |
|       | گزارش |         |

| برزیل | ۱ – ۱ | سوئد |
| ----- | ----- | ---- |
|       | گزارش |      |

| اتریش | ۱ – ۰ | سوئد |
| ----- | ----- | ---- |
|       | گزارش |      |

| برزیل | ۰ – ۰ | اسپانیا |
| ----- | ----- | ------- |
|       | گزارش |         |

| اسپانیا | ۱ – ۰ | سوئد |
| ------- | ----- | ---- |
|         | گزارش |      |

| برزیل | ۱ – ۰ | اتریش |
| ----- | ----- | ----- |
|       | گزارش |       |

### گروه ۴
| تیم      | بازی | برد | مساوی | باخت | گل‌زده | گل‌خورده | تفاضل گل | امتیاز |
| -------- | ---- | --- | ----- | ---- | ----- | ------- | -------- | ------ |
| پرو      | ۳    | ۲   | ۱     | ۰    | ۷     | ۲       | ۵+       | ۵      |
| هلند     | ۳    | ۱   | ۱     | ۱    | ۵     | ۳       | ۲+       | ۳      |
| اسکاتلند | ۳    | ۱   | ۱     | ۱    | ۵     | ۶       | ۱−       | ۳      |
| ایران    | ۳    | ۰   | ۱     | ۲    | ۲     | ۸       | ۶−       | ۱      |

| پرو | ۳ – ۱ | اسکاتلند |
| --- | ----- | -------- |
|     | گزارش |          |

| هلند                                      | ۳ – ۰ | ایران |
| ----------------------------------------- | ----- | ----- |
| رنسنبرینک ۴۰' (پنالتی)، ۶۲'، ۷۸' (پنالتی) | گزارش |       |

| اسکاتلند                 | ۱ – ۱ | ایران         |
| ------------------------ | ----- | ------------- |
| اسکندریان ۴۳' (گل‌به‌خودی) | گزارش | دانایی‌فرد ۶۰' |

| هلند | ۰ – ۰ | پرو |
| ---- | ----- | --- |
|      | گزارش |     |

| پرو                                                 | ۴ – ۱ | ایران    |
| --------------------------------------------------- | ----- | -------- |
| ولاسکز ۲' · کوبیلاس ۳۶' (پنالتی)، ۳۹' (پنالتی)، ۷۹' | گزارش | روشن ۴۱' |

| اسکاتلند | ۳ – ۲ | هلند |
| -------- | ----- | ---- |
|          | گزارش |      |

## مرحله دوم

### گروه A
| تیم        | بازی | برد | مساوی | باخت | گل‌زده | گل‌خورده | تفاضل گل | امتیاز |
| ---------- | ---- | --- | ----- | ---- | ----- | ------- | -------- | ------ |
| هلند       | ۳    | ۲   | ۱     | ۰    | ۹     | ۴       | ۵+       | ۵      |
| ایتالیا    | ۳    | ۱   | ۱     | ۱    | ۲     | ۲       | ۰        | ۳      |
| اتریش      | ۳    | ۱   | ۰     | ۲    | ۴     | ۸       | ۴−       | ۲      |
| آلمان غربی | ۳    | ۰   | ۲     | ۱    | ۴     | ۵       | ۱−       | ۲      |

| اتریش | ۱ – ۵ | هلند |
| ----- | ----- | ---- |
|       | گزارش |      |

| ایتالیا | ۰ – ۰ | آلمان غربی |
| ------- | ----- | ---------- |
|         | گزارش |            |

| هلند | ۲ – ۲ | آلمان غربی |
| ---- | ----- | ---------- |
|      | گزارش |            |

| ایتالیا | ۱ – ۰ | اتریش |
| ------- | ----- | ----- |
|         | گزارش |       |

| اتریش | ۳ – ۲ | آلمان غربی |
| ----- | ----- | ---------- |
|       | گزارش |            |

| ایتالیا | ۱ – ۲ | هلند |
| ------- | ----- | ---- |
|         | گزارش |      |

### گروه B
| تیم      | بازی | برد | مساوی | باخت | گل‌زده | گل‌خورده | تفاضل گل | امتیاز |
| -------- | ---- | --- | ----- | ---- | ----- | ------- | -------- | ------ |
| آرژانتین | ۳    | ۲   | ۱     | ۰    | ۸     | ۰       | ۸+       | ۵      |
| برزیل    | ۳    | ۲   | ۱     | ۰    | ۶     | ۱       | ۵+       | ۵      |
| لهستان   | ۳    | ۱   | ۰     | ۲    | ۲     | ۵       | ۳−       | ۲      |
| پرو      | ۳    | ۰   | ۰     | ۳    | ۰     | ۱۰      | ۱۰-      | ۰      |

| پرو | ۰ – ۳ | برزیل |
| --- | ----- | ----- |
|     | گزارش |       |

| آرژانتین | ۲ – ۰ | لهستان |
| -------- | ----- | ------ |
|          | گزارش |        |

| پرو | ۰ – ۱ | لهستان |
| --- | ----- | ------ |
|     | گزارش |        |

| آرژانتین | ۰ – ۰ | برزیل |
| -------- | ----- | ----- |
|          | گزارش |       |

| لهستان | ۱ – ۳ | برزیل |
| ------ | ----- | ----- |
|        | گزارش |       |

| آرژانتین | ۶ – ۰ | پرو |
| -------- | ----- | --- |
|          | گزارش |     |

## مسابقه رده‌بندی
| برزیل | ۲ – ۱ | ایتالیا |
| ----- | ----- | ------- |
|       | گزارش |         |

## فینال
| هلند | ۱ – ۳ (وقت اضافه) | آرژانتین |
| ---- | ----------------- | -------- |
|      | گزارش             |          |

## رده‌بندی نهایی
1. آرژانتین
2. هلند
3. برزیل
4. ایتالیا
5. لهستان
6. آلمان غربی
7. اتریش
8. پرو
9. تونس
10. اسپانیا
11. اسکاتلند
12. فرانسه
13. سوئد
14. ایران
15. مجارستان
16. مکزیک

## قهرمان
| قهرمان جام جهانی ۱۹۷۸    |
| ------------------------ |
| · آرژانتین · اولین عنوان |